# Рейхан Топчибашева
Рейхан Ібрагім кизи Топчибашева (азерб. Reyhan İbrahim qızı Topçubaşova) — азербайджанська радянська художниця, заслужений діяч мистецтв Азербайджанської РСР (1943).

## Життєпис
Рейхан Ібрагім кизи Ахундова народилася 15 грудня 1905 року в місті Ґуба.
З 1931 по 1935 роки навчалася в Азербайджанському державному художньому технікумі. А з 1943 по 1945 роки обіймала посаду заступника голови Ради управління Спілки художників Азербайджану.
Створювала портрети («М. А. Сабір», «Р. Алмасзаде» та інші), картини на побутові теми («Старий базар», «Весілля», «Вулиця» та ін), пейзажі («Дівоча вежа», «Море», «Вид на Мардакян» тощо), а також сюжетні композиції («На могилі Ханлара», «Урочисті збори Бакинського Ради в 1920 році» та ін.) й натюрморти. У пейзажах Топчібашевої особливе місце займає природа Апшеронського півострова.
Також Рейхан Топчібашева створювала ескізи для нарядів ансамблів пісні і танцю. У 1943 році була відзначена званням заслуженого діяча мистецтв Азербайджанської РСР.
Померла Топчібашева 5 березня 1970 року в Баку, через 12 днів після смерті сина Ібрагіма, не витримавши горя.

## Родина
У 1923 році вийшла заміж за лікаря Мустафу Топчібашева. У 1924 році у сімейної пари народився син Ібрагім, а в 1927 році — дочки-близнюки — Земфіра і Ельміра.
Ібрагім пішов по стопах батька і став хірургом, також складав музику. Він помер у квітні 1970 року. Син Ібрагіма Джейхун Топчібашев, теж хірург за професією і працює головним лікарем Центральної клінічної лікарні Баку.
Дочка Земфіра Топчібашева також стала лікарем, багато років була головним гінекологом Азербайджану, зараз — головний гінеколог Баку.
Ельміра Топчібашева є доцентом Бакинської музичної академії і вчителем фортепіано.
Рідною тіткою Рейхан Топчібашевої була перша азербайджанська жінка-драматург Сакіна Ахундзаде (1865—1927).